# Doghs
Doghs (en arménien Դողս) est une communauté rurale du marz d'Armavir, en Arménie. Elle compte 1 494 habitants en 2009.